# 夏目雅子
夏目 雅子（なつめ まさこ、1957年（昭和32年）12月17日 - 1985年（昭和60年）9月11日）は、日本の女優。
本名は西山 雅子（にしやま まさこ）。旧姓は小達（おだて）。神奈川県横浜市中区出身。
夫は作家の伊集院静。弟にプロゴルファーの小達敏昭がいる。其田事務所などに所属していた。

## 来歴

### 生い立ち
東京都渋谷区宮代町の日本赤十字社中央病院にて、六本木2丁目の輸入雑貨店・亀甲屋の子として生まれる。亀甲屋とは、荒物、金物、石鹸、亀の子たわしなどを扱う日用品雑貨の店だが、芸能界デビュー後は貿易会社社長の娘などのプロフィールが作られた。父は東京オリンピックのための道路拡張後に店をビルにし、貸しビル業などで成功した。
その後は高輪、横浜市山手のモービル石油日本支社長宅などに転居し、千葉県館山市には別荘があったという。
小学3年のとき、テレビドラマ「チャコちゃんハーイ!」を見て女優を志したが、子役願望は母親に猛反対されかなわず、17歳のときにヴィットリオ・デ・シーカ監督の映画「ひまわり」を見て衝撃を受け、ソフィア・ローレンに憧れ本格的に女優を目指すようになった。
東京女学館小学校、東京女学館中学校・高等学校を卒業。学生時代のあだ名は「ダテピン」。あけっぴろげでテストで悪い点数をとったときに限って「見て、見て」と答案を見せたがるからとのこと。
1976年、東京女学館短期大学に進学し、フランス語を専攻した。入学直後に父の友人の伝手で、タオルメーカーの内野のコマーシャルに出演した。学校が芸能活動に厳しく、短大は中退することになった。

### 芸能デビュー
同年、日本テレビ・愛のサスペンス劇場『愛が見えますか…』のオーディションで、486人の応募者の中から盲目のヒロイン役に選ばれ、本名名義で女優デビューした。この時の演技は57回連続NGを出され、「お嬢さん芸」と言われたほど拙いものであった。
1977年から8年間、山口銀行の広告として起用された。同年にカネボウ化粧品のキャンペーンガールとなり、「クッキーフェイス」のCMで注目を集め、芸名を夏目雅子へと改名する。「夏目」の芸名は、クッキーフェイスのCMが夏をイメージするものだったことによる。また、ティナ・チャールズが歌う同CMの使用楽曲「Oh!クッキーフェイス」を自ら日本語でカバーし、CBSソニー（現・ソニー・ミュージックエンタテインメント）よりシングルレコードをリリースし、歌手としてデビューした。このときのCMディレクターが、後の夫となる伊集院静だった。
TBSの『すぐやる一家青春記』で連続ドラマに出演したほか、映画『トラック野郎・男一匹桃次郎』のマドンナ・小早川雅子役に抜擢され、映画に初出演した。これは監督の鈴木則文の判断によるもので、同シリーズは初々しい女優や歌手をマドンナに起用するのが基本だった（カネボウのポスターを見たのがきっかけだった）。鈴木は「彼女はカチンコのことも知らなかった」と述懐している。

### 西遊記の三蔵法師役に
1978年、『西遊記』(全27話)において、旅の一行のまとめ役である「三蔵法師」役を演じ、同作品は大きな人気を得る。本来は「男性」である三蔵法師であったが、女性の夏目が演じることで、高貴で中性的な三蔵法師像を演出した。同作は社会的な大ヒット作となり、翌年の1979年には続編の『西遊記II』(全26話)も放送され、夏目の知名度を大きくアップさせた。
同じく1978年には、毎日放送の横溝正史シリーズ『悪魔の手毬唄』で準主役。ドラマが好評で夏目の人気が高まり、バラエティー番組などのタレントとしての出演が増えていたが、「本格的に女優を目指したい」と本人が直訴して、P&M事務所 から、文学座とつながりの深い其田事務所に移籍した。以降は女優業が中心となる。
1979年、父がスキルス性胃癌に倒れ、摘出手術を受けた。夏目は「気絶してしまうからやめなさい」という医師の指示を聞き入れず、父の手術の一部始終をその目で見た。なお父は翌年に47歳で死去した。
1980年、ドラマ『サンキュー先生』（テレビ朝日系列）の1話で、いじめられっ子の姉役に特別出演した。同年、プロデューサーの久世光彦に推され、ドラマ『虹子の冒険』（テレビ朝日系列）のヒロインに抜擢される。これが初主演作品となった。ついで、NHKの演出家だった和田勉によって『ザ・商社』（全4話）のヒロインとして抜擢された。このドラマはNHKの制作だが、上半身裸のヌードシーンがあった。これらのドラマで女優としての評価を高め、「お嬢さん女優」のイメージを覆すことに成功した。さらにこの年は映画『二百三高地』に出演している。
1981年、バセドウ病の手術を行った。
1982年、『鬼龍院花子の生涯』の台詞「なめたらいかんぜよ!」が流行語となる。この映画では、当初彼女のヌードシーンはスタントを立てる予定であったが、「他の出演者の女優さんが何人か脱いでいるのに、自分だけ脱がないのはおかしい。私も脱いで演技します」と本人が希望した。ブルーリボン賞を受賞したが、授賞式では「これからもお嬢さん芸でがんばりたいと思います」とスピーチした。

### 不倫関係からの結婚
1984年、作家の伊集院静と結婚した。妻子のある伊集院とは長い不倫関係だった。
結婚後は神奈川県鎌倉市由比ガ浜に在住した。媒酌は行きつけの鎌倉長谷寺近くにある寿司店主夫妻で、結婚式もこの寿司店で、内輪だけで行われた。

### 白血病との闘い
夏目は舞台『愚かな女』（1985年2月3日 - 2月24日、PARCO西武劇場）のヒロイン役に抜擢され、福田陽一郎の演出の下、稽古に積極的に取り組んだ。この頃より10円玉大の口内炎ができたり、激しい頭痛が起きたりするなど身体に異変が現れ始めた。共演の宝田明や付き人の銭神信子らに体調不良を訴えつつも、公にしないまま舞台の開幕を迎えた。しかし、その演技は普段の夏目に比べて明らかに精彩を欠くものだったと津川雅彦が述懐している。公演日程を折り返した2月14日にはついに体調不良を隠せなくなり、公演続行を望む夏目を福田と共演の西岡徳馬が説得し、翌2月15日に慶應義塾大学病院へ入院した。
入院後の検査の結果、急性骨髄性白血病と診断されたが、夏目本人には「極度の貧血」とだけ告げ、本当の病名を伏せていた。夏目の入院とともに夫の伊集院は、仕事を中断し、亡くなるまで母親らとともに看病にあたった。『愚かな女』は福田の意向で代役は立てられず、千秋楽まで10日ほど残したところで公演が打ち切られた。

### 肺炎により死去
約7ヶ月にわたる闘病生活を送りながら順調に回復し、退院間近とされる報道がされていたが、8月下旬から抗がん剤の副作用が原因とみられる肺炎を併発した。高熱が続き、9月8日に熱が一時的に引き、この時に夏目本人は退院できるのではないかというほど回復傾向になったと思われたが、翌9日から再び高熱を発し、9月11日午前10時16分に死去した。27歳没。臨終の言葉は「は・や・く・・・沼田に帰りたい」だった。
戒名は「芳蓮院妙優日雅大姉」と「雅月院梨園妙薫大姉」。前者は小達家菩提寺から、後者は夫の西山家の菩提寺からのものである。菩提寺は、山口県防府市防府駅近くの大楽寺、多磨霊園の小達家の墓にも分骨されている。
遺作は『北の螢』であった。

## 没後
没後10年にあたる1995年、キヤノンのコピー機のCMに夏目雅子の写真が起用され、限定百組で写真集をプレゼントする企画が行われ、全国から23万人もの応募があった。
13回忌を控えた1997年に母が、娘との日々を綴った『ふたりの「雅子」』が講談社で刊行した。23回忌を控えた2006年に、小達家の秘蔵写真を追加収載して『ふたりの「雅子」 母だから語れる夏目雅子の27年』に改題し文庫化し、翌2007年には『ひまわり〜夏目雅子27年の生涯と母の愛〜』としてテレビドラマ化された。
2000年に発表された『キネマ旬報』の「20世紀の映画スター・女優編」で日本女優の7位、同号の「読者が選んだ20世紀の映画スター女優」では第10位になった。2014年発表の『オールタイム・ベスト 日本映画男優・女優』では日本女優8位となっている。
2003年度には公共広告機構（現:ACジャパン）の骨髄バンクドナー登録を呼びかけるCM「夏目雅子編」に過去の映像を使用して出演した。
日本郵便が2006年10月10日に発行した特殊切手「日本映画II」（現代の名作）（1980年 - 2000年代公開）は、代表的な日本映画10作品を選定しているが、その1本に夏目主演の映画『瀬戸内少年野球団』が選ばれた。

### 夏目雅子ひまわり基金の設立
闘病生活では、抗がん剤の副作用による脱毛に悩み、精神的苦痛を味わった。1回目、2回目の化学療法で、脱毛を恐れて副作用の弱い薬を選び、積極的な治療を行わなかったことが、死につながったとの母の後悔から、癌患者の闘病生活及び寛解後の社会復帰支援のため、彼女の遺産を基に癌患者へ無料でかつらを貸し出す基金活動『夏目雅子ひまわり基金』が、母を代表として1993年12月に設立された。現在は兄・小達一雄が理事長を務めている。
ひまわり基金では、かつらの無償貸し出しと、不要になったかつらをクリーニングや修繕して再利用する活動のほか、「ひまわりカップ」チャリティーゴルフ大会も企画し、ドナーカードの登録や骨髄移植、後天性免疫不全症候群の正しい知識など、各種の啓発活動を合わせて行っている。パンフレットや記念品には夏目雅子のほか、死後に義姉となった田中好子なども起用された。財団法人骨髄移植推進財団のCMなど、現在も夏目雅子が起用されている。
没後25年となる2010年9月には伊集院静が『週刊現代』9月18日号に「妻・夏目雅子と暮らした日々」と題して綴った手記を発表、2011年3月に講談社より刊行の『大人の流儀』に「愛する人との別れ〜妻・夏目雅子と暮らした日々」と題して収録されている。

## 人物

### 家族
小達家は、もともと徳川将軍家の御典医で、四ッ谷に薬草園を拝領していたという家柄。明治になり小達宗悦が「赤門堂」という薬草問屋を始めて、その子宗益の代の1933年に株式会社・亀甲屋と改めた。戦後、焼け出されて一から出直しとなったが、屋号は同じに雑貨屋として再スタートし、順調に成長。自宅兼店舗だった建物は、平屋から木造二階建て、さらに1967年には店舗は亀甲ビルとなり、高度経済成長とともに発展した。高輪に引っ越すまで、幼い雅子はこのビルで暮らしていた。
田中好子は夏目の死後、兄と結婚して義姉となる。同じく楯真由子（一雄と先妻との一人娘。夏目の死後に生まれている）は姪。なお、元夫の伊集院は夏目の死後、篠ひろ子と再婚している。

### 俳句
伊集院静に連れられて、写真家の浅井慎平が主催する「東京俳句倶楽部」の句会に所属。俳号は海童。

## 出演

### 映画
- 俺の空（1977年、東宝）
- トラック野郎・男一匹桃次郎 （1977年、東映） - 小早川雅子
- 二百三高地（1980年、東映） - 松尾佐知
- 魔性の夏・四谷怪談より（1981年、松竹） - そで
- 鬼龍院花子の生涯（1982年、東映） - 松恵
- 大日本帝国（1982年、東映） - 柏木京子・マリア
- FUTURE WAR 198X年（1982年、東映） - ローラ・ゲイン（声の出演）[18]
- 時代屋の女房（1983年、松竹） - 真弓・美郷
- 小説吉田学校（1983年、東宝） - 麻生和子（麻生太郎の母）
- 南極物語（1983年、日本ヘラルド＝東宝） - 北沢慶子
- 魚影の群れ（1983年、松竹富士） - 小浜トキ子
- 瀬戸内少年野球団（1984年、日本ヘラルド） - 中井駒子
- 北の螢（1984年、東映） - ナレーター

### テレビドラマ
- 愛のサスペンス劇場「愛が見えますか」（1976年、日本テレビ）- 夏村道代（ヒロイン）
- すぐやる一家青春記（1977年、TBS） - 美人ヘルパー・宮田紀子
- 花ぼうろ（1977年、よみうりテレビ）
- 横溝正史シリーズ『悪魔の手毬唄』（1977年、毎日放送） - 別所千恵子（大空ゆかり）
- あの手この手お隣りさん!（1977年、テレビ朝日） - 矢川幸子
- 土曜ワイド劇場 年上の女/禁じられた恋の炎（1977年、テレビ朝日）
- どうなってるの!? （1977年、関西テレビ）
- 新・二人の事件簿 暁に駆ける! 第28話「足長おじさんは殺人者」（1977年、朝日放送）
- 希望の大地－75万人の日系ブラジル移民－（1978年、日本テレビ）
- 明日の刑事 第27話「ルート88！看板娘が見た殺人」（1978年、TBS）
- グランド劇場「オレの愛妻物語」（1978年、日本テレビ）
- 月曜スター劇場 「あすなろの詩」（1978年、日本テレビ） - 有賀泰子
- 大河ドラマ （NHK総合）
  - 黄金の日日（1978年） - 笛（モニカ）
  - おんな太閤記（1981年） - お市
  - 徳川家康（1983年） - 茶々姫→淀君
- Yの悲劇（1978年、フジテレビ） - 警部の娘
- 桃太郎侍 第82話「泣くな妹兄貴はつらい」（1978年、日本テレビ） - お染
- 銭形平次（フジテレビ・東映）
  - 第615話「雨の音」（1978年） - おのぶ
  - 第716話「娘岡っ引きが通る」（1980年） - お葉
- 西遊記・西遊記II（1978年 - 1980年、日本テレビ） - 三蔵法師
- 東芝日曜劇場 （第1175回）「露玉の首飾り」（1979年、CBC） ※第27回日本民間放送連盟賞娯楽番組部門優秀賞[19]
- 風の隼人（1979年、NHK総合） - 綱手
- 鉄道公安官（1979年 - 1980年、テレビ朝日・東映） - 島村泉
- 騎馬奉行（1979年 - 1980年、フジテレビ） - みぎわ
- 木曜ゴールデンドラマ（よみうりテレビ）
  - 国境の固き約束 13歳の出発（1980年）
  - チャップリン暗殺計画 世界の喜劇王を救ったのは誰か?（1980年）
  - さすらいの甲子園（1980年、日本テレビ） - 葉子
  - 非行主婦・アル中の女（1982年）
- サンキュー先生 第1話「いじめっ子・いじめられっ子I」（1980年、テレビ朝日）
- ゴールデン劇場 虹子の冒険（1980年、テレビ朝日） - 河野虹子
- 松本清張シリーズ「ザ・商社」（1980年、NHK総合） - 松山真紀[20]
- 火曜劇場 「ダウンタウン物語」（1981年、日本テレビ）
- 野々村病院物語（1981年、TBS） - 看護婦主任・北見紀子
- 野々村病院物語II（1982年-1983年、TBS） - 倉方千恵
- ザ・サスペンス（TBS）
  - 「陽のあたる場所」（1982年） - 令嬢・園生
  - 「妻は告白する 女の体の中には自分でも気づかない魔性がいた!」（1983年） - 滝川彩子
- 花の影（1982年、フジテレビ）
- 金曜ミステリー劇場 「六月の危険な花嫁」（1982年、TBS）
- 時代劇スペシャル 丹下左膳 剣風!百万両の壺（1982年、フジテレビ） - 萩乃
- サントリー・ドラマSP 幕末青春グラフィティ坂本竜馬（1982年、日本テレビ） - おりょう
- ちょっと噂の女たち 「黒田軟骨の女難」（1982年、毎日放送）
- 火曜サスペンス劇場 「女の中の炎」（1983年、日本テレビ）
- 月曜ドラマランド（フジテレビ）
  - どっきり天馬先生2 僕らの街にスゴーイ美人がやってきて…?（1983年）
  - 乙女学園男子部（1984年）

### バラエティ番組
- あなたが選ぶ全日本歌謡音楽祭（1977年、テレビ朝日） - 田宮二郎と共に司会

### ラジオ
- 翔べ光の中へ 〜Come on in music〜（1978年11月 - 1983年、FM東京） - コカ・コーラボトラーズ[21]の一社提供

### CM
生前
- 内野株式会社 (現：UCHINO Lifestyle Designing）「うちのタオルはうちの」（1976年）
- カネボウ化粧品 「クッキーフェイス」（1977年）
- 『カネボウ絹石鹸』（1983年）

没後
- キヤノン『PIXEL』（1996年）※第36回ACC CM FESTIVALテレビCM部門ACC賞
- 麒麟麦酒
- 公共広告機構（現：ACジャパン） 「夏目雅子編」（2003年）

### 広告
- 山口銀行イメージキャラクター

### 舞台
- 機関士ナポレオンの退職（1980年）
- 築山殿始末（1982年）
- 露地に咲く花（1982年）
- 愚かな女（1985年2月、西武劇場）[注 9]

## 作品

### シングル
| 発売日         | 規格        | 規格品番    | 面          | タイトル            | 作詞                    | 作曲        | 編曲        |
| CBS・ソニー    | CBS・ソニー | CBS・ソニー | CBS・ソニー | CBS・ソニー         | CBS・ソニー             | CBS・ソニー | CBS・ソニー |
| -------------- | ----------- | ----------- | ----------- | ------------------- | ----------------------- | ----------- | ----------- |
| 1977年6月21日  | EP          | 06SH-165    | A           | Oh!クッキーフェイス | ビドゥー 訳：伊藤アキラ | 佐藤健      | 福井峻      |
| 1977年6月21日  | EP          | 06SH-165    | B           | 夜明けのヨット      | 伊藤アキラ              | 笠井幹男    | 福井峻      |
| MEG-CD         |             |             |             |                     |                         |             |             |
| 2014年12月17日 | CD-R        | MSCL-12539  | A           | Oh!クッキーフェイス | ビドゥー 訳：伊藤アキラ | 佐藤健      | 福井峻      |
| 2014年12月17日 | CD-R        | MSCL-12539  | B           | 夜明けのヨット      | 伊藤アキラ              | 笠井幹男    | 福井峻      |

### アルバム

#### オムニバス・アルバム
- アクトレス・ミラクルバイブル　夏目雅子・早乙女愛・池上季実子・真行寺君枝・古手川祐子（2008年7月29日、DYCL-86）-　CBSソニーから発表した両2曲を収録。

## 夏目雅子を演じた女優
- 及川麻衣 - 映画『乳房』（1993年、東映）伊集院静の同名小説の映画化作。
- 夏川結衣 - 『人間ドキュメント 夏目雅子物語』（1993年、フジテレビ）
- 片瀬那奈 - 日本テレビの再現ドラマ
- 仲間由紀恵 - 『ひまわり〜夏目雅子27年の生涯と母の愛〜』（2007年9月16日、TBS）
- 松本莉緒 - テレビ東京の再現ドラマ
- 波瑠 - 『いねむり先生』（2013年9月15日、テレビ朝日）[23]

## 白血病発症に関する風説
2009年に物理学者の高田純が、夏目が中国の核実験による被爆が原因で白血病を発症したとする見方を複数の雑誌に寄稿した。高田は、夏目がテレビドラマ『西遊記』の中国ロケの際に被曝したと主張している。
しかしながら、夏目雅子が『西遊記』で中国ロケに参加した事実はない ため、高田純の主張には根拠がない。

## 関連書籍
- 小達スエ『ふたりの「雅子」』（1997年7月、講談社、ISBN 978-4-06-208807-7）
  - 小達スエ『ふたりの「雅子」- 母だから語れる夏目雅子の27年』（2006年12月、講談社+α文庫、ISBN 978-4-06-281073-9）
- 伊集院静『大人の流儀』（2011年3月、講談社、ISBN 978-4-06-216942-4） - 「愛する人との別れ〜妻・夏目雅子と暮らした日々」収録
- 大和和紀『天使の果実』（1993-94年、講談社 全3巻）- 原作は伊集院静『潮流』（講談社、のち講談社文庫）
- 高橋留美子の漫画『めぞん一刻』ヒロイン音無響子の、キャラクターモデルは夏目である。